# Manuel Scorza
Manuel Scorza (* 7. September 1928 in Lima; † 27. November 1983 in Madrid) war ein peruanischer Schriftsteller und Vertreter der novela indigenista, die die Geschichte und aktuelle Situation der Indios aus ihrer Sicht beschreibt.
Nachdem er die Colegio Militar Leoncio Prado besucht hatte, studierte er ab 1945 an der Universidad Nacional Mayor de San Marcos in Lima. Daraufhin widmete er sich politischem Aktivismus; er nahm etwa an Guerilla-Kämpfen in Chile teil, wo er 1949 verhaftet und ausgewiesen wurde. Im selben Jahr trat er einer Widerstandsgruppe gegen die Militärdiktatur Manuel Odrías bei.
1955 veröffentlichte er seinen ersten Gedichtband Las Imprecaciones. Weitere folgten, ehe er 1970 mit Trommelwirbel für Rancas seinen ersten Roman vorlegte. Wie seine vier folgenden Romanen, mit denen er einen Zyklus umfasst, wurde dieser im politischen Exil in Frankreich verfasst und behandelt das Leben indigener Völker. Ab 1977 war er in Paris Professor für lateinamerikanische Literatur.
Am 27. November 1983 verstarb er an Bord des Avianca-Flugs 011, der nahe dem Flughafen Madrid-Barajas verunglückte. Bei diesem Unfall starben auch die Autoren Jorge Ibargüengoitia, Marta Traba und Ángel Rama.

## Werke
- Las Imprecaciones (Lyrik), 1955
- Los adioses, 1959
- Desengaños del mago, 1961
- Poesía amorosa (Lyrik), 1963
- Redoble por Rancas (Roman), 1970, dt. Trommelwirbel für Rancas, 1975
- El vals de los reptiles, 1970
- Poesía incompleta, 1970
- Historia de Garabombo el Invisible, o, Garabombo, el invisible (Roman), 1972, dt. Garabombo, der Unsichtbare, 1977
- El jinete insomne (Roman), 1977, dt. Der schlaflose Reiter, 1981
- Cantar de Agapito Robles (Roman), 1977, dt. Der Gesang des Agapito Robles, 1984
- La Tumba del Relámpago (Roman), 1979
- La danza inmóvil (Roman), 1983